# 狀元橋 (南昌)

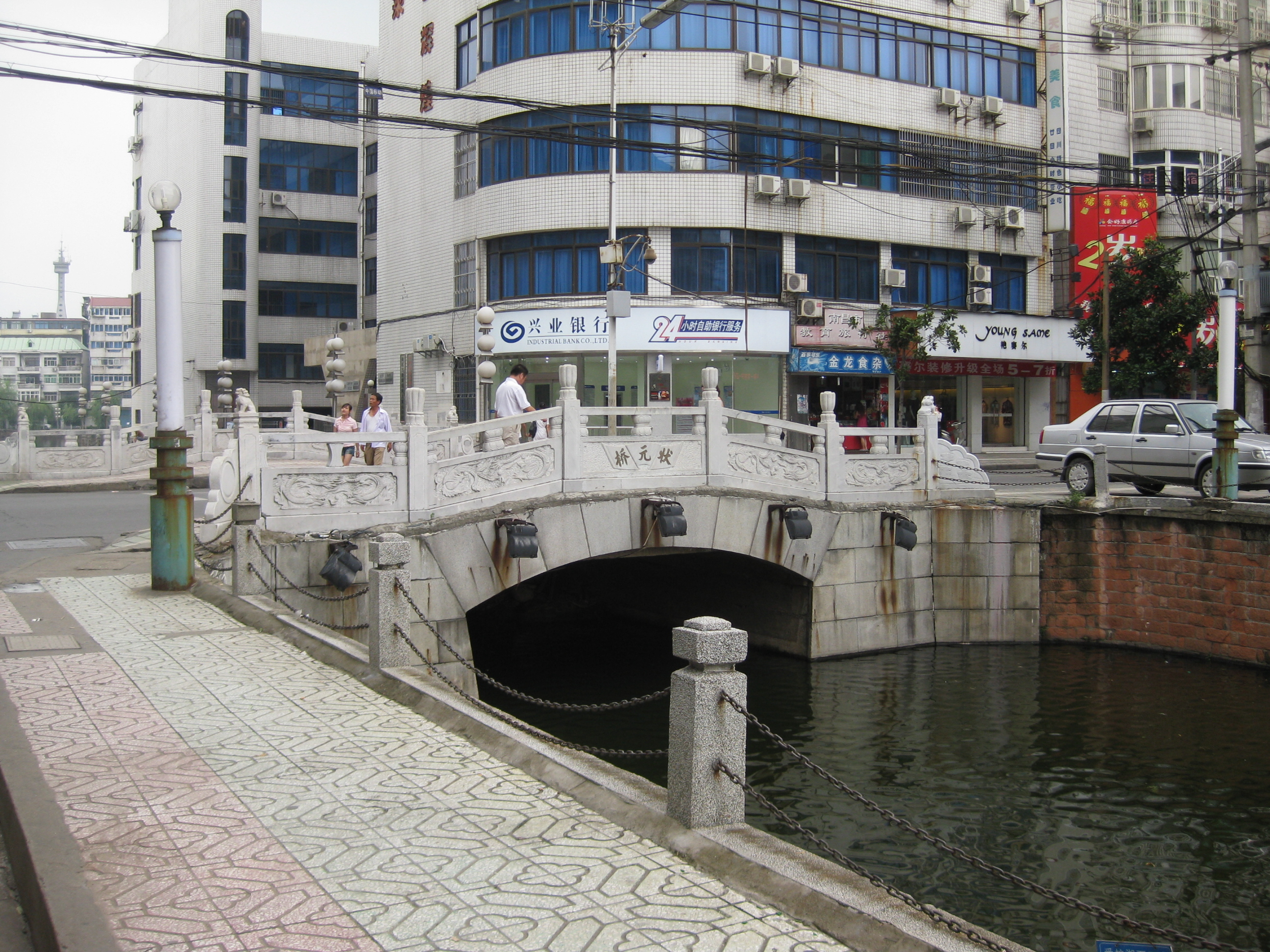

狀元橋是江西省南昌市區內東湖和南湖的分界橋。始建于明朝萬曆四十七年（1617年），起先為石拱小橋，稱為“廣濟橋”。後改名為“狀元橋”。據傳源自清朝乾隆年間的江西狀元戴衢亨。當其衣錦還鄉時，南昌知縣錢志遙主持修建“廣濟橋”，並將之改為“狀元橋”。1935年，橋改為混凝土平橋。1996年，南昌市政府整治四湖時再次修繕。